# Colecția Jules Verne
Cartile originale ale lui Jules Verne apărute la editura Ion Creangă:
1. O călătorie spre centrul Pământului
2. Ocolul Pământului în optzeci de zile
3. Cinci săptămâni în balon
4. Steaua sudului
5. Căpitanul Hatteras
6. Școala Robinsonilor. Raza verde
7. Doctorul Ox
8. Doi ani de vacanță
9. Un bilet la loterie. Farul de la capătul lumii
10. Uimitoarea aventură a misiunii Barsac
11. Cele 500 milioane ale Begumei. Șarpele de mare
12. Vulcanul de aur
13. 20 000 de leghe sub mări
14. De la Pământ la Lună. În jurul lumii
15. Uimitoarele peripeții ale jupânului Antifer
16. Insula cu elice
17. Burse de călătorie
18. Casa cu aburi
19. Indiile negre. Goana după meteor
20. Insula misterioasă (vol1)
21. Insula misterioasă (vol2)
22. Minunatul Orinoco
23. Castelul din Carpați. Întâmplări neobișnuite
24. Ținutul blănurilor (vol1)
25. Ținutul blănurilor (vol2)
26. Căpitan la 15 ani
27. 800 leghe pe Anazon
28. Copii căpitanului Grant (vol1)
29. Copii căpitanului Grant (vol2)
30. Testamentul unui excentric
31. Robur cuceritorul. Stăpânul lumii
32. Clovis Dardentor. Secretul lui Wilhelm Storitz
33. Agenția Thompson
34. Hector Servadac
35. Un oraș plutitor. Spărgătorul blocadei. Orașul mării
36. Pilotul de pe Dunăre
37. Satul aerian. Închipuirile lui Jean Marie Cabidoulin
38. Prichindel
39. Cesar Cascabel
40. Claudius Bombarnac. Keraban Încăpățânatul